# Ruda Maleniecka (gromada)
Ruda Maleniecka – dawna gromada, czyli najmniejsza jednostka podziału terytorialnego Polskiej Rzeczypospolitej Ludowej w latach 1954–1972.
Gromady, z gromadzkimi radami narodowymi (GRN) jako organami władzy najniższego stopnia na wsi, funkcjonowały od reformy reorganizującej administrację wiejską przeprowadzonej jesienią 1954 do momentu ich zniesienia z dniem 1 stycznia 1973, tym samym wypierając organizację gminną w latach 1954–1972.
Gromadę Ruda Maleniecka z siedzibą GRN w Rudzie Malenieckiej utworzono – jako jedną z 8759 gromad na obszarze Polski – w powiecie koneckim w woj. kieleckim, na mocy uchwały nr 13d/54 WRN w Kielcach z dnia 29 września 1954. W skład jednostki weszły obszary dotychczasowych gromad Cieklińsko, Ruda Maleniecka, Wyszyna Fałkowska, Wyszyna Machorowska i Wyszyna Rudzka ze zniesionej gminy Ruda Maleniecka w tymże powiecie. Dla gromady ustalono 15 członków gromadzkiej rady narodowej.
1 stycznia 1959 do gromady Ruda Maleniecka włączono wsie Kołoniec Pierwszy, Kołoniec Drugi i Franciszków z gromady Machory w powiecie opoczyńskim w tymże województwie.
31 grudnia 1959 do gromady Ruda Maleniecka przyłączono wsie Dęba, Koliszowy i Strzęboszów, kolonię Dęba Koliszowy oraz gajówki Dęba i Koliszowy ze zniesionej gromady Dęba w tymże powiecie.
1 stycznia 1969 do gromady Ruda Maleniecka przyłączono obszar zniesionej gromady Lipa.
Gromada przetrwała do końca 1972 roku, czyli do kolejnej reformy gminnej. 1 stycznia 1973 reaktywowano gminę Ruda Maleniecka.